# Ryssland i olympiska vinterspelen 1994
Ryssland i olympiska vinterspelen 1994

## Medaljer

### Guld
- Skidskytte
  - 10 km sprint herrar: Sergej Tjepikov
  - 20 km herrar: Sergej Tarasov
  - Stafett damer: Luiza Noskova, Anfisa Reztsova, Natalija Snytina, Nadezjda Talanova
- Längdskidåkning
  - 5 km klassiskt damer: Ljubov Jegorova
  - 10 km jaktstart damer: Ljubov Jegorova
  - Stafett damer: Nina Gavriljuk, Larisa Lazutina, Jelena Välbe, Ljubov Jegorova
- Konståkning
  - Herrar individuellt: Alexej Urmanov
  - Par: Jekaterina Gordejeva och Sergej Grinkov
  - Isdans: Oksana Grisjuk och Jevgenij Platov
- Hastighetsåkning på skridskor
  - 500 m herrar: Aleksandr Golubev
  - 3 000 m damer: Svetlana Bazjanova

### Silver
- Skidskytte
  - Stafett herrar:Vladimir Dratjov, Valerij Kirjenko, Sergej Tarasov, Sergej Tjepikov
- Längdskidåkning
  - 15 km fristil damer: Ljubov Jegorova
- Konståkning
  - Par: Natalija Misjkutjonok och Artur Dmitrijev,
  - Isdans: Maja Usova och Aleksandr Zjulin
- Freestyle
  - Puckelpist: Sergej Sjupletsov
- Hastighetsåkning på skridskor
  - 500 m herrar: Sergej Klevtjenja
  - 1 500 m damer: Svetlana Fedotkina

### Brons
- Skidskytte
  - 10 km sprint herrar: Sergej Tarasov
- Längdskidåkning
  - 15 km fristil damer: Nina Gavriljuk
- Freestyle
  - Puckelpist: Jelizaveta Kozjevnikova
- Hastighetsåkning på skridskor
  - 1 000 m herrar: Sergej Klevtjenja